# Joana Batista de Bourbon
Joana Batista de Bourbon (em francês:  Jeanne Baptiste de Bourbon; 11 de janeiro de 1608 - Fontevraud, 16 de janeiro de 1670) foi a filha do rei Henrique IV de França e de sua amante, Charlotte des Essarts. Foi legitimada em 1608, e feita abadessa de Fontevraud. Enérgica, restabeleceu ali a ordem.
Casada depois, em 1640, com du Hallier, futuro marechal de l'Hospital.
Charlotte des Essarts, nascida Mademoiselle de Haye, ex-amante de Monsieur de Beaumont, foi feita condessa de Romorantin e depois se ligou a Luís de Lorena, cardeal de Guise de quem teria outros cinco ou seis filhos.